# Adolph Esmit
Adolph Esmit, död efter 1688, var en dansk affärsidkare. Han var guvernör i St. Thomas i Danska Västindien 1683-1684 och 1687-1688. Han deltog i den danska slavhandeln som skeppskapten före sin ämbetstid. 